# Красимир Премянов
Красимир Андреев Премянов е български политик.

## Животопис
Роден е на 27 януари 1955 г. в град Бургас. Потомък е на български бежанци от Лозенград, днес в Турция.
Баща му, Андрей Премянов, е командир на Приморски партизански отряд „В. Левски“. След 9 септември 1944 участва като доброволец в заключителния етап на ВСВ и е награден с Орден за храброст. Завършва Военна академия „Фрунзе“ и Висш военен институт в Москва. След края на войната служи в БНА и става командир на военно поделение „Шипка“ във Варна, на граничните отряди в Момчилград и Бургас. Дослужва до полковник.
.
Има брат Николай Андреев Премянов (род.28 септември 1949), завършил ВНВМУ вип.87 (1968 – 1973) спец. Корабоводене.
Красимир Премянов завършва в Одеса висше юридическо образование – профил „Международно право“ и второ висше образование, специалност „Политология“ в Москва. Започва работа във Варненския окръжен съд като стажант-съдия. Впоследствие е заемал различни ръководни длъжности – секретар и Първи секретар на Градския комитет, Окръжния комитет и Централния комитет на ДКМС. Бил е член на Военните съвети на Гранични и на Вътрешни войски. Градски и окръжен съветник – гр. Варна.
След 10 ноември, на XIV извънреден конгрес е избран за член на Висшия съвет на БСП, а до 1997 г. е негов заместник – председател.
Избиран е за депутат в VII велико народно събрание, XXXVI НС, XXXVII НС. Бил е член на Комисията по изработване на новата конституция през 1990 – 1991 г., Законодателната комисия, Комисията по външната политика, Комисията по национална сигурност в различните събрания. Бил е председател на ПГ на БСП и коалиция в XXXVII НС. Удостоен е с титлата „Почетен професор“ на Одеския държавен университет. През 2006 г. българската диаспора в Украйна го избира за „Личност на годината“.

## Други
Понастоящем е председател на Съюза на тракийските дружества в България, председател на Федерация „Открит форум“ , Заместник-председател на Федерацията за приятелство с народите на Русия и ОНД, Председател на Българо-гръцки юридически клуб. Работи като адвокат в Софийска адвокатска колегия. Красимир Премянов е един от инициаторите на Националните хайдушки празници „Капитан Петко войвода“.
Автор е на две книги, издадени от издателство Сиела 

## Семейство
Женен за Валерия Колмакова. Имат две дъщери.